# Экерман, Бетти
Бе́тти Э́керман (англ. Bettye Ackerman; 28 февраля 1924, Cottageville, Южная Каролина — 1 ноября 2006[…], Колумбия) — американская актриса телевидения, менее известна как актриса театра и кино, а также как художница.

## Биография
Бетти Луиза Экерман родилась 28 февраля 1924 года в городке Коттейджвилл (штат Южная Каролина, США), хотя некоторые источники утверждают, что в городке Уиллистон того же штата, либо в городе Уолтерборо того же штата. Отца звали Кларенс Килго Экерман, он работал школьным суперинтендантом; мать — Мэри Бейкер Экерман. Бетти была старшей из четырёх детей в семье. В 1945 году она окончила Колумбийский колледж и уехала в Нью-Йорк. Там она посещала курсы театрального мастерства при Колумбийском университете, затем уехала на другой конец страны, в Лос-Анджелес, где окончила такие же курсы при институте искусств Отиса.
В 1953 году впервые попробовала себя как актрису: Экерман снялась в эпизодической роли без указания в титрах в одном эпизоде телесериала «Телевизионный театр Филко». Спустя два года ей снова предложили небольшую роль в одном эпизоде сериала «Студия 1». Третий раз на экранах Экерман появилась лишь в 1959 году: она снялась в довольно заметной роли в кинофильме «Лицо огня». После этого актриса стала сниматься регулярно вплоть до 1986 года, хотя на широком экране она появлялась редко, в основном была задействована в телесериалах и телефильмах. Окончив карьеру, Экерман ещё дважды появлялась в фильмах: в 1991 и 1994 годах, после чего окончательно ушла на покой.
В 1998 году Экерман продала свой дом в Беверли-Хиллз и вернулась в Южную Каролину к своей изрядно разросшейся семье. Вскоре у неё была диагностирована болезнь Альцгеймера. Скончалась актриса 1 ноября 2006 года от инсульта в городе Колумбия (Южная Каролина), похоронена в городке Уиллистон, где и родилась 82 года назад.
Театр
В 1979 году, 28 марта, единственный раз появилась на бродвейских подмостках: Экерман исполнила роль Маргарет и Пенелопы в постановке «Встреча на реке». Ранее она играла главную роль в пьесе «Саломея» в составе труппы Александра Киркленда.
Личная жизнь
7 июня 1956 года 32-летняя Экерман вышла замуж за известного актёра Сэма Джаффе, который был старше её на 33 года. Пара прожила вместе 28 лет до самой смерти мужа. Детей от брака не было.

## Избранная фильмография

### Широкий экран и «сразу-на-видео»
- 1969 — Мошенник[англ.] / Rascal — мисс Уэлен
- 1991 — Тед и Венера / Ted & Venus — ведущая церемонии вручения Поэтической премии
- 1994 — Доистерия 2[англ.] / Prehysteria! 2 — мисс Уинтерс

### Телевидение
- 1953 — Телевизионный театр Филко[англ.] / The Philco Television Playhouse — девушка (в эпизоде The Bachelor Party; в титрах не указана)
- 1955 — Студия 1[англ.] / Studio One — Бетти (в эпизоде The Incredible World of Horace Ford)
- 1959, 1962 — Альфред Хичкок представляет / Alfred Hitchcock Presents — разные роли (в 2 эпизодах[англ.])
- 1961 — Обнажённый город[англ.] / Naked City — Сьюзан Богнар (в эпизоде Economy of Death)
- 1961—1966 — Бен Кейси / Ben Casey — доктор Мэгги Грэм (в 42 эпизодах[англ.])
- 1965—1966 — Перри Мейсон / Perry Mason — разные роли (в 2 эпизодах)
- 1967 — Бонанза / Bonanza — Эстель Доусон (в эпизоде Second Chance[англ.])
- 1968—1970 — ФБР / The F.B.I. — разные роли (в 3 эпизодах[англ.])
- 1969 — Менникс[англ.] / Mannix — Райта Клэмен (в эпизоде Only Giants Can Play[англ.])
- 1969—1971, 1973 — Медицинский центр[англ.] / Medical Center — медсестра Марш (в 4 эпизодах[англ.])
- 1969, 1974 — Детектив Айронсайд[англ.] / Ironside — разные роли (в 2 эпизодах[англ.])
- 1970 — Мир Брэкена[англ.] / Bracken's World — Энн Фрейзер (в 12 эпизодах)
- 1972 — Коломбо / Columbo — мисс Шерман (в эпизоде Blueprint for Murder)
- 1972 — Шестое чувство[англ.] / The Sixth Sense — Хелин (в эпизоде Can a Dead Man Strike from the Grave?)
- 1973 — Дымок из ствола / Gunsmoke — Зайша Горофски (в эпизоде This Golden Land[англ.])
- 1973, 1975 — Новобранцы[англ.] / The Rookies — разные роли (в 2 эпизодах)
- 1974, 1976 — Полицейская история[англ.] / Police Story — разные роли (в 2 эпизодах[англ.])
- 1974, 1976 — Барнаби Джонс[англ.] / Barnaby Jones — разные роли (в 2 эпизодах[англ.])
- 1975 — Улицы Сан-Франциско / The Streets of San Francisco — доктор Хэмилл (в эпизоде Asylum[англ.])
- 1975 — Гарри О.[англ.] / Harry O — Лорин Листер (в эпизоде The Acolyte)
- 1975 — Петрочелли[англ.] / Petrocelli — Энн Хендрикс (в эпизоде Too Many Alibis)
- 1977 — Чудо-женщина / Wonder Woman — Асклепия (в эпизоде The Return of Wonder Woman[англ.])
- 1977 — Калифорнийский дорожный патруль[англ.] / CHiPs — миссис Бёргесс (в эпизоде Undertow[англ.])
- 1977, 1981 — Уолтоны / The Waltons — Бель Беккер (в 2 эпизодах[англ.])
- 1978 — Женщина-полицейский / Police Woman — Хелен Флетчер (в эпизоде Good Old Uncle Ben[англ.])
- 1979 — 240-Роберт[англ.] / 240-Robert — Эйлин Филлипс (в эпизоде Stuntman)
- 1982 — Фэлкон Крест / Falcon Crest — Элизабет Брэдбери (в эпизоде For Love or Money[англ.])
- 1982 — Династия / Dynasty — Катерина (в 2 эпизодах[англ.])
- 1982, 1984 — Охотник Джон[англ.] / Trapper John, M.D. — разные роли (в 2 эпизодах[англ.])
- 1983 — Лодка любви / The Love Boat — профессор Хелен Бёртон (в эпизоде The Professor Has Class[англ.])
- 1984 — Двойная проблема[англ.] / Double Trouble — судья (в эпизоде Dueling Feet)
- 1985 — Непридуманные истории / Tales of the Unexpected — Руби (в эпизоде Nothin' Short of Highway Robbery[англ.])
- 1986 — Сент-Элсвер / St. Elsewhere — миссис Нова (в эпизоде Lost Weekend[англ.])